# Geneviève Peigné
 (juillet 2025).
Si vous disposez d'ouvrages ou d'articles de référence ou si vous connaissez des sites web de qualité traitant du thème abordé ici, merci de compléter l'article en donnant les références utiles à sa vérifiabilité et en les liant à la section « Notes et références ».
Geneviève Peigné est une écrivaine française née à Chartres le 5 janvier 1949,. Elle est l'autrice de récits, romans, nouvelles, poèmes et pièces de théâtre.

## Biographie
Geneviève Peigné est née à Chartres en 1949. Elle devient professeur de lettres, puis documentaliste en France et à l'étranger, exerçant son métier successivement en Pologne, aux Antilles et en Algérie.
De retour en France, elle commence à écrire. Elle publie tout d'abord des livres érotiques sous le pseudonyme de Geneviève Hélène. Dès la fin des années 1990, elle collabore avec des peintres et des graveurs, parmi lesquels Claude Stassart-Springer et Jean-Marie Queneau, avec qui elle élabore des livres d'artistes pour les éditions de la Goulotte.
Au milieu des années 2000, Geneviève Peigné publie, sous son vrai nom, des pièces de théâtre et de la poésie. En 2015, elle écrit L'interlocutrice, un récit évoquant la maladie d'Alzheimer dont est atteinte sa mère, aux éditions Le Nouvel Attila. De 2009 à 2017, elle co-organise le festival de poésie contemporaine Samedi poésies dimanche aussi à Bazoches. Elle crée plusieurs autres livres d'artistes, aux éditions de la Goulotte mais aussi aux éditions Catherine Liégeois et à l'atelier des Noyers. Au début des années 2020, elle publie deux récits aux éditions des Lisières.

## Œuvres

### Sous le pseudonyme de Geneviève Hélène
- Le tranchant des lèvres, nouvelles, éditions Jacqueline Chambon, 1990, Cercle poche, 2002.
- La belle que voilà, roman, éditions Jacqueline Chambon, 1990, 2005.
- Une scène de dévoration, récit, éditions Jacqueline Chambon, 1992.
- Le Temps des lèvres, livre d'artiste, éditions de la Goulotte, illustré par Claude Stassart-Springer, 1998.
- L'Économe, éditions Virgile, 2002.
- Une fente d'existence, éditions Agnès Pareyre, 2003.
- Un goût de lumière, livre d'artiste, éditions de la Goulotte, illustré par Jean-Marie Queneau, 2005.
- La petite faucheuse, éditions Jacqueline Chambon/Actes sud, 2005.
- Au village, éditions Virgile, photographies de Janine Niepce, 2009.

### Collectif
- Qu'est-ce que la littérature érotique? Soixante écrivains répondent, La Maison des Écrivains/Zulma, 1993.

### Théâtre
- Je suis perdue, inédit. Lecture par la comédienne Hélène Vincent au TNP de Villeurbanne, 2006.

### Sous le nom de Geneviève Peigné
- A défaut de miracle, poésie, éditions Potentille, 2012, 2022.
- Avant que j'oublie, théâtre, éditions Les Solitaires intempestifs, 2014.
- L'interlocutrice, récit, éditions Le Nouvel Attila, 2015.
- A voix nue, poésie, illustré par Petra Bertram-Farille, éditions L'Atelier des Noyers, 2018.
- Les petits ciseaux font les grandes civières, poésie, illustré par Claude Stassart-Springer, éditions L'Atelier des Noyers, 2020.
- Ma mère n'a pas eu d'enfant, éditions des Lisières, 2021.
- Nos lèvres disparaissent, récit, éditions des Lisières, 2024.

### Livres d'artistes
- La pelote qui tricote le temps, illustré par Catherine Liégeois, éditions Catherine Liégeois, 2012.
- Iris, illustré par Catherine Liégeois et Petra Bertram-Farille, éditions Catherine Liégeois, 2013.
- Poème pour l'oreille gauche, illustré par Jean-Marie Queneau et Claude Stassart-Springer, éditions de la Goulotte, 2015.